# Анджапарідзе Веріко Івліанівна
Веріко́ Івліа́нівна Анджапарі́дзе (груз. ვერიკო ანჯაფარიძე; 23 вересня (6 жовтня) 1897 — 1987) — грузинська акторка театру і кіно, театральна режисерка та педагогиня. Відома ролями у побутових драмах, фільмах про традиції та звичаї грузинського народу. Народна артистка СРСР (з 1950).

## Сценічна діяльність
Сценічну діяльність почала 1920.
З 1928 працювала в Кутаїському театрі (тепер театр імені Марджанішвілі в Тбілісі).
Яскраве трагедійне обдаровання Анджапарідзе особливо розкрилося в ролях Юдити («Урієль Акоста» Гуцкова), Офелії і Клеопатри («Гамлет», «Антоній і Клеопатра» Шекспіра).
З 1923 знімається в кіно («Георгій Саакадзе» та ін.).

## Відзнаки і нагороди
- Сталінська премія — 1943, 1946, 1952.
- Почесна громадянка Тбілісі (1980).[1]

## Фільмографія
- 1929 — «Трубка комунара» — тітка Луїза
- 1937 — «Арсен» — Манана
- 1941 — «Каджана»
- 1942 — «Георгій Саакадзе» — Русудан Саакадзе
- 1948 — «Кето і Коте» — друга принцеса
- 1949 — «Падіння Берліна» — мати Ганса
- 1949 — «Щаслива зустріч» — Ніно
- 1953 — «Великий воїн Албанії Скандербег» — Дафіна
- 1958 — «Мамелюк» — Родамі
- 1958 — «Отарова вдова» — Отарова вдова
- 1959 — «Чи можна його пробачити?» — Мама
- 1960 — «Перервана пісня» — Маріам
- 1966 — «Зустріч з минулим» — Пелагея
- 1972 — «Старі зурначі» — Бабале
- 1984 — «Покаяння» — мандрівниця